# Le Vieux Papier
Le Vieux Papier est une association française, reconnue d’intérêt général[source insuffisante], fondée en 1900.
Vouée à l’étude de la vie quotidienne à travers les documents et l’iconographie, l’association réunit des particuliers et des institutions intéressés par tous les documents imprimés sur papier, d’usage quotidien ou peu durable, des origines (XVe siècle) à nos jours. Elle publie une revue trimestrielle homonyme consacrée à l'estampe populaire.

## Histoire
Le Vieux Papier a été fondé en février 1900 par un groupe d’une dizaine de collectionneurs de petites images, cartes postales, papiers timbrés et autographes, à l’initiative d’Henri Vivarez. L’association est reconnue par un arrêté du préfet de la Seine Louis Lépine le 19 mai 1901.

## RevueLe Vieux Papier
Depuis sa fondation, Le Vieux Papier publie une revue trimestrielle, longtemps nommée Bulletin de la Société archéologique, historique & artistique Le Vieux Papier, consacrée à l'estampe populaire. La revue est reçue dans de nombreuses bibliothèques françaises et étrangères[réf. nécessaire].
Le Vieux Papier a reçu le prix Estrade-Delcros de l’Académie française en 1961.
En 2009, la revue abrège son titre, jugé trop long et trop compliqué. Elle devient : Le Vieux Papier, Publication de la Société « Le Vieux Papier » pour l’étude de la vie quotidienne à travers les documents et l’iconographie.

## Présidents
Plusieurs personnalités notables ont présidé l’association :
- 1928-1962 : Eugène Olivier
- 1968-1979 : Roger Lecotté, fondateur du musée du Compagnonnage de Tours (1968) et du Musée des vins de Touraine (1975)[6]
- 1978-1981 : Jean Adhémar
- depuis 2008 : Thierry Depaulis

## Partenariats
L’association collabore avec plusieurs musées et bibliothèques, tels le musée de l'image à Épinal depuis sa création en 2003, le musée français de la carte à jouer à Issy-les-Moulineaux depuis sa création en 1986, et le département des estampes et de la photographie de la Bibliothèque nationale de France. Ainsi, Le Vieux Papier a publié le catalogue des expositions « Cinq siècles de cartes à jouer » (1963) dans son no 205 et « Cartes à jouer : catalogue de la donation Paul Marteau » (1966) dans son no 219.
Le Vieux Papier participe depuis 2013 au projet PatrimEph, piloté par le ministère de la Culture, qui se propose d'interroger la place des « éphémères » dans le patrimoine français.
Une convention avec Gallica, la bibliothèque numérique de la Bibliothèque nationale de France, signée avec cette dernière en 2012, a permis de numériser de nombreux numéros du Vieux Papier parus de 1900 à 1967.